# La Liga de 2016–17
A La Liga de 2016–17 (conhecida como a La Liga Santander por razões de patrocínio) foi a 86ª edição da La Liga. O Barcelona entrou como o detentor do título.
O Real Madrid terminou a temporada como campeão, três pontos a frente do 2º colocado (Barcelona), sendo esta a 33º vez que o clube conquistou o torneio, e terminando com um jejum de cinco anos (a última vez que o Real Madrid conquistou o torneio foi na temporada 2011-12). O Real Madrid terminou o torneio marcando pelo menos um gol em todas as 64 partidas disputadas, em qualquer competição, desde que a La Liga de 2016–17 iniciou, sendo esta a primeira vez que um clube espanhol consegue esta façanha na história.

## Promovidos e Rebaixados
Um total de 20 equipes vão disputar a liga. Os 17 primeiros classificados da La Liga de 2015–16, os dois primeiros colocados da segunda divisão de 2015-16 e o vencedor de uma disputa entre a os 3°, 4°, 5º e 6º colocados da segunda divisão de 2015-16.
| Pos. | Rebaixados da 1.ª Divisão |
| ---- | ------------------------- |
| 18°  | Rayo Vallecano            |
| 19°  | Getafe                    |
| 20°  | Levante                   |

| Pos. | Promovidos da Liga Adelante |
| ---- | --------------------------- |
| 1º   | Alavés                      |
| 2º   | Leganés                     |
| 6º   | Osasuna (play-offs)         |

## Participantes
| Equipe              | Cidade          | Treinador           | Em 2015/2016    | Estádio (mando)       | Capacidade | Títulos        | Material Esportivo |
| ------------------- | --------------- | ------------------- | --------------- | --------------------- | ---------- | -------------- | ------------------ |
| Athletic Bilbao     | Bilbau          | Ernesto Valverde    | 5°              | San Mamés             | 53.000     | 8              | Nike               |
| Atlético de Madrid  | Madrid          | Diego Simeone       | 3°              | Vicente Calderón      | 54.851     | 10             | Nike               |
| Barcelona           | Barcelona       | Luis Enrique        | 1°              | Camp Nou              | 99.354     | 24             | Nike               |
| Betis               | Sevilha         | Víctor Sánchez      | 10°             | Benito Villamarín     | 52.500     | 1              | Adidas             |
| Celta de Vigo       | Vigo            | Eduardo Berizzo     | 6°              | Balaídos              | 31.800     | 0 (não possui) | Adidas             |
| Deportivo La Coruña | Corunha         | Gaizka Garitano     | 15°             | Riazor                | 34.600     | 1              | Lotto              |
| Eibar               | Eibar           | José Mendilibar     | 14°             | Ipurua                | 6.267      | 0 (não possui) | Puma               |
| Espanyol            | Barcelona       | Quique Flores       | 13°             | Cornellà-El Prat      | 40.500     | 0 (não possui) | Joma               |
| Alavés              | Vitoria-Gasteiz | Mauricio Pellegrino | 1° (2ª Divisão) | Mendizorrotza         | 19.840     | 0 (não possui) | Hummel             |
| Granada             | Granada         | Lucas Alcaraz       | 16°             | Nuevo Los Cármenes    | 22.524     | 0 (não possui) | Joma               |
| Las Palmas          | Las Palmas      | Quique Setién       | 11°             | Grã Canária           | 32.150     | 0 (não possui) | Acerbis            |
| Leganés             | Leganés         | Asier Garitano      | 2° (2ª Divisão) | Municipal de Butarque | 10.958     | 0 (não possui) | Joma               |
| Málaga              | Málaga          | Juande Ramos        | 8°              | La Rosaleda           | 35.530     | 0 (não possui) | Nike               |
| Osasuna             | Pamplona        | Joaquín Caparrós    | 6° (2ª Divisão) | El Sadar              | 18.761     | 0 (não possui) | Adidas             |
| Real Madrid         | Madrid          | Zinedine Zidane     | 2°              | Santiago Bernabéu     | 85.454     | 32             | Adidas             |
| Real Sociedad       | San Sebastián   | Eusebio Sacristán   | 9°              | Anoeta                | 32.076     | 2              | Adidas             |
| Sevilla             | Sevilha         | Jorge Sampaoli      | 7°              | Ramón Sánchez Pizjuán | 45.500     | 1              | New Balance        |
| Sporting Gijón      | Gijón           | Abelardo Fernández  | 17°             | El Molinón            | 30.000     | 1              | Nike               |
| Valencia            | Valência        | Cesare Prandelli    | 12°             | Mestalla              | 55.000     | 6              | Adidas             |
| Villarreal          | Vila-real       | Fran Escribá        | 4°              | El Madrigal           | 25.000     | 0 (não possui) | Joma               |

## Classificação
Atualizado em 21 de maio de 2017
| Pos. | Equipes             | Pts | J  | V  | E  | D  | GP  | GC | SG  | Classificação ou rebaixamento                               |
| ---- | ------------------- | --- | -- | -- | -- | -- | --- | -- | --- | ----------------------------------------------------------- |
| 1    | Real Madrid         | 93  | 38 | 29 | 6  | 3  | 106 | 41 | 65  | Fase de Grupos da Liga dos Campeões da UEFA de 2017–18      |
| 2    | Barcelona           | 90  | 38 | 28 | 6  | 4  | 116 | 37 | 79  | Fase de Grupos da Liga dos Campeões da UEFA de 2017–18      |
| 3    | Atlético de Madrid  | 78  | 38 | 23 | 9  | 6  | 70  | 27 | 43  | Fase de Grupos da Liga dos Campeões da UEFA de 2017–18      |
| 4    | Sevilla             | 72  | 38 | 21 | 9  | 8  | 69  | 49 | 20  | Play-offs da Liga dos Campeões da UEFA de 2017–18           |
| 5    | Villarreal          | 67  | 38 | 19 | 10 | 9  | 56  | 33 | 23  | Fase de Grupos da Liga Europa da UEFA de 2017-18            |
| 6    | Real Sociedad       | 64  | 38 | 19 | 7  | 12 | 59  | 53 | 6   | Terceira Pré-Eliminatória da Liga Europa da UEFA de 2017-18 |
| 7    | Athletic Bilbao     | 63  | 38 | 19 | 6  | 13 | 53  | 43 | 10  |                                                             |
| 8    | Espanyol            | 56  | 38 | 15 | 11 | 12 | 49  | 50 | –1  |                                                             |
| 9    | Alavés              | 55  | 38 | 14 | 13 | 11 | 41  | 43 | −2  |                                                             |
| 10   | Eibar               | 54  | 38 | 15 | 9  | 14 | 56  | 51 | 5   |                                                             |
| 11   | Málaga              | 46  | 38 | 12 | 10 | 16 | 48  | 55 | −7  |                                                             |
| 12   | Valencia            | 46  | 38 | 13 | 7  | 18 | 56  | 65 | −9  |                                                             |
| 13   | Celta de Vigo       | 45  | 38 | 13 | 6  | 19 | 53  | 69 | –15 |                                                             |
| 14   | Las Palmas          | 39  | 38 | 10 | 9  | 19 | 53  | 74 | –21 |                                                             |
| 15   | Betis               | 39  | 38 | 10 | 9  | 19 | 41  | 64 | −23 |                                                             |
| 16   | Deportivo La Coruña | 36  | 38 | 8  | 12 | 18 | 43  | 61 | −18 |                                                             |
| 17   | Leganés             | 35  | 38 | 8  | 11 | 19 | 36  | 55 | −19 |                                                             |
| 18   | Sporting de Gijón   | 31  | 38 | 7  | 10 | 21 | 42  | 72 | −30 | Zona de rebaixamento à Segunda Divisão Espanhola de 2017–18 |
| 19   | Osasuna             | 22  | 38 | 4  | 10 | 24 | 40  | 94 | −54 | Zona de rebaixamento à Segunda Divisão Espanhola de 2017–18 |
| 20   | Granada             | 20  | 38 | 4  | 8  | 26 | 30  | 82 | −52 | Zona de rebaixamento à Segunda Divisão Espanhola de 2017–18 |

## Confrontos
| Mandante \ Visitante | ALV | ATH | ATM | FCB | CEL | RCD | EIB | ESP | GCF | LPA | LEG | MCF | OSA | RBB | RMA | RSO | SFC | RSG | VCF | VIL |
| -------------------- | --- | --- | --- | --- | --- | --- | --- | --- | --- | --- | --- | --- | --- | --- | --- | --- | --- | --- | --- | --- |
| Alavés               | —   | 1–0 | 0–0 | 0–6 | 3–1 | 0–0 | 0–0 | 0–1 | 3–1 | 1–1 | 2–2 | 1–1 | 0–1 | 1–0 | 1–4 | 1–0 | 1–1 | 0–0 | 2–1 | 2–1 |
| Athletic Bilbao      | 0–0 | —   | 2–2 | 0–1 | 2–1 | 2–1 | 3–1 | 2–0 | 3–1 | 5–1 | 1–1 | 1–0 | 1–1 | 2–1 | 1–2 | 3–2 | 3–1 | 2–1 | 2–1 | 1–0 |
| Atlético de Madrid   | 1–1 | 3–1 | —   | 1–2 | 3–2 | 1–0 | 1–0 | 0–0 | 7–1 | 1–0 | 2–0 | 4–2 | 3–0 | 1–0 | 0–3 | 1–0 | 3–1 | 5–0 | 3–0 | 0–1 |
| Barcelona            | 1–2 | 3–0 | 1–1 | —   | 5–0 | 4–0 | 4–2 | 4–1 | 1–0 | 5–0 | 2–1 | 0–0 | 7–1 | 6–2 | 1–1 | 3–2 | 3–0 | 6–1 | 4–2 | 4–1 |
| Celta de Vigo        | 1–0 | 0–3 | 0–4 | 4–3 | —   | 4–1 | 0–2 | 2–2 | 3–1 | 3–1 | 0–1 | 3–1 | 3–0 | 0–1 | 1–4 | 2–2 | 0–3 | 2–1 | 2–1 | 0–1 |
| Deportivo La Coruña  | 0–1 | 0–1 | 1–1 | 2–1 | 0–1 | —   | 2–1 | 1–2 | 0–0 | 3–0 | 1–2 | 2–0 | 2–0 | 1–1 | 2–6 | 5–1 | 2–3 | 2–1 | 1–1 | 0–0 |
| Eibar                | 0–0 | 0–1 | 0–2 | 0–4 | 1–0 | 3–1 | —   | 1–1 | 4–0 | 3–1 | 2–0 | 3–0 | 2–3 | 3–1 | 1–4 | 2–0 | 1–1 | 2–0 | 1–0 | 2–1 |
| Espanyol             | 1–0 | 0–0 | 0–1 | 0–3 | 0–2 | 1–1 | 3–3 | —   | 3–1 | 4–3 | 3–0 | 2–2 | 3–0 | 2–1 | 0–2 | 1–2 | 3–1 | 2–1 | 0–1 | 0–0 |
| Granada              | 2–1 | 1–2 | 0–1 | 1–4 | 1–3 | 1–1 | 1–2 | 1–2 | —   | 1–0 | 0–1 | 0–2 | 1–1 | 4–1 | 0–4 | 0–2 | 2–1 | 0–0 | 1–3 | 1–1 |
| Las Palmas           | 1–1 | 3–1 | 0–5 | 1–4 | 3–3 | 1–1 | 1–0 | 0–0 | 5–1 | —   | 1–1 | 1–0 | 5–2 | 4–1 | 2–2 | 0–1 | 0–1 | 1–0 | 3–1 | 1–0 |
| Leganés              | 1–1 | 0–0 | 0–0 | 1–5 | 0–2 | 4–0 | 1–1 | 0–1 | 1–0 | 3–0 | —   | 0–0 | 2–0 | 4–0 | 2–4 | 0–2 | 2–3 | 0–2 | 1–2 | 0–0 |
| Málaga               | 1–2 | 2–1 | 0–2 | 2–0 | 3–0 | 4–3 | 2–1 | 0–1 | 1–1 | 2–1 | 4–0 | —   | 1–1 | 1–2 | 0–2 | 0–2 | 4–2 | 3–2 | 2–0 | 0–2 |
| Osasuna              | 0–1 | 1–2 | 0–3 | 0–3 | 0–0 | 2–2 | 1–1 | 1–2 | 2–1 | 2–2 | 2–1 | 1–1 | —   | 1–2 | 1–3 | 0–2 | 3–4 | 2–2 | 3–3 | 1–4 |
| Betis                | 1–4 | 1–0 | 1–1 | 1–1 | 3–3 | 0–0 | 2–0 | 0–1 | 2–2 | 2–0 | 2–0 | 1–0 | 2–0 | —   | 1–6 | 2–3 | 1–2 | 0–0 | 0–0 | 0–1 |
| Real Madrid          | 3–0 | 2–1 | 1–1 | 2–3 | 2–1 | 3–2 | 1–1 | 2–0 | 5–0 | 3–3 | 3–0 | 2–1 | 5–2 | 2–1 | —   | 3–0 | 4–1 | 2–1 | 2–1 | 1–1 |
| Real Sociedad        | 3–0 | 0–2 | 2–0 | 1–1 | 1–0 | 1–0 | 2–2 | 1–1 | 2–1 | 4–1 | 1–1 | 2–2 | 3–2 | 1–0 | 0–3 | —   | 0–4 | 3–1 | 3–2 | 0–1 |
| Sevilla              | 2–1 | 1–0 | 1–0 | 1–2 | 2–1 | 4–2 | 2–0 | 6–4 | 2–0 | 2–1 | 1–1 | 4–1 | 5–0 | 1–0 | 2–1 | 1–1 | —   | 0–0 | 2–1 | 0–0 |
| Sporting de Gijón    | 2–4 | 2–1 | 1–4 | 0–5 | 1–1 | 0–1 | 2–3 | 1–1 | 3–1 | 1–0 | 2–1 | 0–1 | 3–1 | 2–2 | 2–3 | 1–3 | 1–1 | —   | 1–2 | 1–3 |
| Valencia             | 2–1 | 2–0 | 0–2 | 2–3 | 3–2 | 3–0 | 0–4 | 2–1 | 1–1 | 2–4 | 1–0 | 2–2 | 4–1 | 2–3 | 2–1 | 2–3 | 0–0 | 1–1 | —   | 1–3 |
| Villarreal           | 0–2 | 3–1 | 3–0 | 1–1 | 5–0 | 0–0 | 2–3 | 2–0 | 2–0 | 2–1 | 2–1 | 1–1 | 3–1 | 2–0 | 2–3 | 2–1 | 0–0 | 3–1 | 0–2 | —   |

## Desempenho
Clubes que lideraram o campeonato ao final de cada rodada:
| Rodadas | Rodadas | Rodadas | Rodadas | Rodadas | Rodadas | Rodadas | Rodadas | Rodadas | Rodadas | Rodadas | Rodadas | Rodadas | Rodadas | Rodadas | Rodadas | Rodadas | Rodadas | Rodadas | Rodadas | Rodadas | Rodadas | Rodadas | Rodadas | Rodadas | Rodadas | Rodadas | Rodadas | Rodadas | Rodadas | Rodadas | Rodadas | Rodadas | Rodadas | Rodadas | Rodadas | Rodadas | Rodadas |
| ------- | ------- | ------- | ------- | ------- | ------- | ------- | ------- | ------- | ------- | ------- | ------- | ------- | ------- | ------- | ------- | ------- | ------- | ------- | ------- | ------- | ------- | ------- | ------- | ------- | ------- | ------- | ------- | ------- | ------- | ------- | ------- | ------- | ------- | ------- | ------- | ------- | ------- |
| 1       | 2       | 3       | 4       | 5       | 6       | 7       | 8       | 9       | 10      | 11      | 12      | 13      | 14      | 15      | 16      | 17      | 18      | 19      | 20      | 21      | 22      | 23      | 24      | 25      | 26      | 27      | 28      | 29      | 30      | 31      | 32      | 33      | 34      | 35      | 36      | 37      | 38      |
| FCB     | ULP     | RMD     | RMD     | RMD     | RMD     | ATM     | ATM     | RMD     | RMD     | RMD     | RMD     | RMD     | RMD     | RMD     | RMD     | RMD     | RMD     | RMD     | RMD     | RMD     | RMD     | RMD     | RMD     | RMD     | RMD     | RMD     | RMD     | RMD     | RMD     | RMD     | RMD     | RMD     | RMD     | RMD     | RMD     | RMD     | RMD     |

Clubes que ficaram na última posição do campeonato ao final de cada rodada:
| Rodadas | Rodadas | Rodadas | Rodadas | Rodadas | Rodadas | Rodadas | Rodadas | Rodadas | Rodadas | Rodadas | Rodadas | Rodadas | Rodadas | Rodadas | Rodadas | Rodadas | Rodadas | Rodadas | Rodadas | Rodadas | Rodadas | Rodadas | Rodadas | Rodadas | Rodadas | Rodadas | Rodadas | Rodadas | Rodadas | Rodadas | Rodadas | Rodadas | Rodadas | Rodadas | Rodadas | Rodadas | Rodadas |
| ------- | ------- | ------- | ------- | ------- | ------- | ------- | ------- | ------- | ------- | ------- | ------- | ------- | ------- | ------- | ------- | ------- | ------- | ------- | ------- | ------- | ------- | ------- | ------- | ------- | ------- | ------- | ------- | ------- | ------- | ------- | ------- | ------- | ------- | ------- | ------- | ------- | ------- |
| 1       | 2       | 3       | 4       | 5       | 6       | 7       | 8       | 9       | 10      | 11      | 12      | 13      | 14      | 15      | 16      | 17      | 18      | 19      | 20      | 21      | 22      | 23      | 24      | 25      | 26      | 27      | 28      | 29      | 30      | 31      | 32      | 33      | 34      | 35      | 36      | 37      | 38      |
| BET     | VAL     | CEL     | VAL     | OSA     | OSA     | GCF     | GCF     | GCF     | GCF     | GCF     | GCF     | GCF     | OSA     | OSA     | OSA     | OSA     | OSA     | OSA     | OSA     | OSA     | OSA     | OSA     | OSA     | OSA     | OSA     | OSA     | OSA     | OSA     | OSA     | OSA     | OSA     | OSA     | OSA     | OSA     | OSA     | GCF     | GCF     |

## Estatísticas
| Pos. | Jogador           | Equipe             | Gols |
| ---- | ----------------- | ------------------ | ---- |
| 1    | Lionel Messi      | Barcelona          | 37   |
| 2    | Luis Suárez       | Barcelona          | 29   |
| 3    | Cristiano Ronaldo | Real Madrid        | 25   |
| 4    | Iago Aspas        | Celta de Vigo      | 19   |
| 5    | Antoine Griezmann | Atlético de Madrid | 16   |
| 5    | Aritz Aduriz      | Athletic Bilbao    | 16   |
| 7    | Álvaro Morata     | Real Madrid        | 15   |
| 7    | Sandro Ramírez    | Málaga             | 15   |
| 9    | Gerard Moreno     | Espanyol           | 13   |
| 9    | Neymar            | Barcelona          | 13   |
| 9    | Rubén Castro      | Betis              | 13   |

| Pos. | Jogador           | Equipe             | Assists. |
| ---- | ----------------- | ------------------ | -------- |
| 1    | Luis Suárez       | Barcelona          | 13       |
| 2    | Toni Kroos        | Real Madrid        | 12       |
| 3    | Neymar            | Barcelona          | 11       |
| 4    | Pablo Piatti      | Espanyol           | 10       |
| 4    | Marcelo           | Real Madrid        | 10       |
| 6    | Lionel Messi      | Barcelona          | 9        |
| 7    | Antoine Griezmann | Atlético de Madrid | 8        |
| 7    | Ángel Correa      | Atlético de Madrid | 8        |
| 7    | Koke              | Atlético de Madrid | 8        |
| 7    | Pablo Sarabia     | Sevilla            | 8        |
| 7    | Isco              | Real Madrid        | 8        |

### Hat-tricks
Atualizado em 21 de maio de 2017
| Jogador           | Para               | Contra             | Resultado | Data                    | Ref.   |
| ----------------- | ------------------ | ------------------ | --------- | ----------------------- | ------ |
| Luis Suárez       | Barcelona          | Betis              | 6–2       | 20 de agosto de 2016    | [ 15 ] |
| Yannick Carrasco  | Atlético de Madrid | Granada            | 7–1       | 15 de outubro de 2016   | [ 16 ] |
| Cristiano Ronaldo | Real Madrid        | Alavés             | 4–1       | 29 de outubro de 2016   | [ 17 ] |
| Cristiano Ronaldo | Real Madrid        | Atlético de Madrid | 3–0       | 19 de novembro 2016     | [ 18 ] |
| Vicente Iborra    | Sevilla            | Celta de Vigo      | 3–0       | 11 de dezembro de 2016  | [ 19 ] |
| Wissam Ben Yedder | Sevilla            | Real Sociedad      | 4–0       | 8 de janeiro de 2017    | [ 20 ] |
| Kevin Gameiro     | Atlético de Madrid | Sporting de Gijón  | 4–1       | 18 de fevereiro de 2017 | [ 21 ] |
| Giuseppe Rossi    | Celta de Vigo      | Las Palmas         | 3–1       | 3 de abril de 2017      | [ 22 ] |
| Álvaro Morata     | Real Madrid        | Leganés            | 4–2       | 5 de abril de 2017      | [ 23 ] |
| Neymar            | Barcelona          | Las Palmas         | 4–1       | 14 de maio de 2017      | [ 24 ] |

## Prêmios

### Troféu Alfredo Di Stéfano
O Troféu Alfredo Di Stéfano é um prêmio atribuído pelo jornal esportivo Marca para o melhor jogador do Campeonato Espanhol (La Liga).

### Troféu Pichichi
Atualizado em 24 de abril de 2017
O Pichichi é um prêmio entregue ao final de cada temporada da La Liga pelo jornal espanhol Marca ao artilheiro do campeonato.
| Pos. | Jogador           | Equipe             | Gols | Jogos | Média |
| ---- | ----------------- | ------------------ | ---- | ----- | ----- |
| 1    | Lionel Messi      | Barcelona          | 37   | 34    | 1.09  |
| 2    | Luis Suárez       | Barcelona          | 29   | 35    | 0.83  |
| 3    | Cristiano Ronaldo | Real Madrid        | 25   | 29    | 0.86  |
| 4    | Iago Aspas        | Celta de Vigo      | 16   | 27    | 0.59  |
| 5    | Antoine Griezmann | Atlético de Madrid | 16   | 36    | 0.44  |

### Troféu Zamora
Atualizado em 24 de abril de 2017
O Troféu Zamora é um prêmio entregue ao final de cada temporada da La Liga pelo jornal espanhol Marca ao goleiro com menos gols sofridos no campeonato.
| Pos. | Jogador               | Equipe             | GC | Jogos | Média |
| ---- | --------------------- | ------------------ | -- | ----- | ----- |
| 1º   | Jan Oblak             | Atlético de Madrid | 21 | 29    | 0.72  |
| 2º   | Marc-André ter Stegen | Barcelona          | 33 | 36    | 0.92  |
| 3º   | Diego López           | Espanyol           | 37 | 33    | 1.12  |
| 4º   | Fernando Pacheco      | Alavés             | 42 | 36    | 1.17  |
| 5º   | Sergio Rico           | Sevilla            | 45 | 35    | 1.29  |